# Doktrin
Doktrin (latin doctrina) er et vidensområdes eller trossystems læresætninger, "instruktioner", lærte principper eller standpunkter, som udgør et sandt hele ifølge en eller flere forfattere.
Den græske analogi for en doktrin er katekismus.
I moderne sprogbrug anvendes ordet doktrin om principielle (udenrigs)politiske standpunkter, se Politiske doktriner